# ジョージ・フォレスト (植物学者)
ジョージ・フォレスト（George Forrest、1873年3月13日 - 1932年1月5日）は、スコットランドの植物学者、プラントハンターである。中国の植物の収集で知られる。
スコットランドのフォルカーク（Falkirk）で生まれた。キルマーノックの薬局で働いた。1891年に遺産を入手し、資金をためて、オーストラリアに渡り、金鉱さがしや牧場で働いた後1902年にスコットランドに戻った。トウィーズデール（Tweedsdale）で釣りをしていた時、にわか雨から雨宿りした場所で古代の石棺を見つけたことから、博物学者のバルフォア（Isaac Bayley Balfour）に紹介され、エディンバラ王立植物園の標本館で働くことになった。室内の仕事に不向きだったので翌年、バルフォアから、中国南西部の植物探索探検のスポンサーで園芸家、綿商人のアーサー・キルピン・ビューリー（Arthur Kilpin Bulley）に紹介された。
1904年に17人の植物収集家とともに雲南に渡ったのをはじまりに合計7回、雲南を訪れ、31,000種の植物の種をヨーロッパに持ち帰った。1932年にミャンマーとの国境近くの騰越で急病死した
。
ツユクサ科のヤンバルミョウガ属（Forrestia）などに献名されている。